# Palazzo Calzaiuoli
Palazzo Calzaiuoli è un edificio civile del centro storico di Firenze, situato in Via dei Calzaiuoli 3 angolo via Orsanmichele 4r-6r-8r, il vicolo dell'Onestà e piazza dei Tre Re. Sul retro ingloba un edificio medievale detto torre dei Macci. 

## Storia e descrizione
Si tratta di un grande edificio ottocentesco che su via dei Calzaiuoli presenta un fronte di ben nove assi organizzati su cinque piani. Pur con una minore attenzione agli elementi decorativi e alla loro varietà, la facciata presenta caratteri oltremodo prossimi a quelli propri del palazzo antistante, già sede del bazar Buonaiuti, tanto che si potrebbe ipotizzare di ricondurre anche il disegno di questo all'architetto Telemaco Buonaiuti, autore del precedente. Sicuramente la datazione della costruzione è da collocare attorno agli anni quaranta dell'Ottocento, quando la strada fu rettificata e numerosi fronti degli edifici riconfigurati secondo il gusto del tempo. 
Al centro del fronte è stata a lungo una grande insegna con la scritta Alleanza Assicurazioni. Sull'angolata, a testimoniare delle antiche costruzioni che qui insistevano, è quanto resta di uno scudo con l'arme propria della famiglia Landini (d'azzurro, a tre pesci d'oro, curvati e ordinati in cerchio). Ugualmente, sul lato di via Orsanmichele, permangono una rotella e uno stemma con le insegne congiunte della Compagnia del Bigallo e dell'Arciconfraternita della Misericordia, sempre in ricordo di una antica proprietà (la rotella reca un pietrino con il numero 38 in caratteri romani a indicare la posizione della casa o della bottega nel registro delle possessioni). Sul lato del vicolo dell'Onestà è un tabernacolo che conserva una tavola con una copia della Annunciazione presente nella basilica della Santissima Annunziata (precedentemente in un tabernacolo di via Calzaiuoli). Dalla parte della piazza dei Tre Re rimane invece nella parte inferiore della facciata il parato in pietra che testimonia dell'esistenza in questo luogo di una torre della famiglia Macci. 

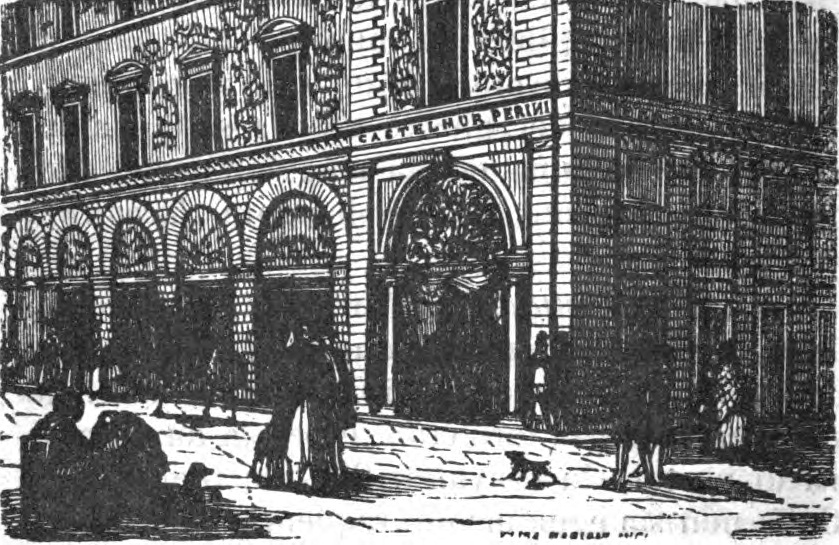
Caffè Castelmur Perini in un'illustrazione del 1850 circa

Da ricordare inoltre come in questo spazio (dalla metà del Settecento nei locali sull'angolo di via Orsanmichele dell'edificio preesistente e quindi nei più ampi spazi terreni del palazzo ottocentesco) fosse il Caffè Castelmur (Castelmur Perini), esercizio storico da considerare tra i più antichi caffè fiorentini, noto sia per i suoi rinomati prodotti di pasticceria sia come luogo di ritrovo prima di patrioti, poi di intellettuali e artisti. Qui, tra gli altri, si ritrovavano Ardengo Soffici, Armando Spadini, Giovanni Papini e Giuseppe Prezzolini. Nel corso del Novecento l'importanza del caffè fu ridimensionata, fino alla sua chiusura, con l'affermarsi dei nuovi locali di piazza della Repubblica, ed in particolare del Caffè delle Giubbe Rosse, presso il quale confluirono quasi tutti gli artisti e i letterati del Castelmur. Della sua fama reca tra l'altro testimonianza un intero capitolo della pubblicazione di Enrico Montazio dedicata nel 1846 a via Calzaiuoli: «Nello splendido caffè Castelmur fa capo, nella giornata, quanto di più elegante, di più aristocratico, di più fashionable possiede Firenze. I suoi sorbetti e i pezzi gelati nella sera, le sue gramolate nella mattina, sono sempre inappuntabili, d'una manipolazione esemplare (...). A tutto ciò aggiungete la posizione topografica di cotesta reggia zuccherina, posta sul principio di via Calzaioli, proprio sul canto della strada, offerentesi prima alla vista ed alla ammirazione di chi vi giunge dalla piazza del Granduca, gradevole stazione a chi vi arrivi dalla piazza del Duomo». 
Passato di proprietà alla Calzaiuoli Real Estate srl il palazzo è stato oggetto, tra il 2017 e il 2018, di un restauro complessivo e comprensivo della riorganizzazione degli spazi interni, con la realizzazione di undici residenze di lusso di diversa metratura, su progetto dell'architetto Michele Passaleva e dell'ingegnere Marco Passaleva (interior design degli architetti Aldo Cappa Marchello e Elisabetta Grassi, Arcabi Associates).